# 아키타 센보쿠 지진
아키타 센보쿠 지진(일본어: 秋田仙北地震)은 1914년 3월 15일에 아키타현 센보쿠군에서 발생한 지진이다. 지진 규모는 M7.1. 고와쿠비촌에서 진도7을 느낀 것으로 추정된다. 이 지진으로 94명이 사망했다.

## 참고 문헌
- 水田敏彦,鏡味洋史、「1914.3.15秋田仙北（強首）地震の被害分布に関する文献調査」 日本建築学会技術報告集 2009年 15巻 29号 p.325-328, doi:10.3130/aijt.15.325
- 武村雅之・高橋裕幸・津村建四朗 (2010). “1914(大正3)年秋田仙北地震の被害データと震度分布” (PDF). 《歴史地震》 25: 1–27. 2016년 11월 12일에 확인함.
- 神田克久・武村雅之 (2011). “震度データによる1914年秋田仙北地震の短周期地震波発生域と地震規模の推定および1896年陸羽地震との比較” (PDF). 《地震 第2輯》 63: 207–221. 2016년 11월 12일에 확인함.
- 水田敏彦、鏡味洋史、1914.3.15秋田仙北（強首）地震の秋田県による震災対応に関する文献調査 日本建築学会技術報告集 2012年 18巻 39号 p.785-788, doi:10.3130/aijt.18.785